# Östliche Seespitze
Östliche Seespitze – szczyt w Stubaier Alpen. Leży w zachodniej Austrii, w Tyrolu. Leży w pobliżu między innymi Ruderhofspitze.